# 財津敬三
財津 敬三（ざいづ けいぞう、1945年〈昭和20年〉9月16日 - ）は、日本の実業家。TBS元社長。東京都出身。

## 経歴・人物
1968年（昭和43年）早稲田大学法学部卒業後、TBSに入社した。
常務などを経て、2004年（平成16年）から専務を務め、翌年の楽天による大量の株式保有問題では、楽天との交渉や安定株主の確保などの防衛策を打ち出した。
2009年（平成21年）社長に昇格し、横浜ベイスターズの売却交渉に当たった。
大学時代は、テニスで全日本ランキングで5位という成績を残し、シニア部門で国体に出場した経験もある。